# Gioco del Pallone
Der Gioco del Pallone ist eine Mannschaftssportart, die auf dem Apennin entstand und in Italien bis ins 20. Jahrhundert gespielt wurde.

## Geschichte
Der Gioco del Pallone (deutsch: Ballonspiel) war eine aus Italien stammende Mannschaftssportart, die zur Kategorie der Rückschlagspiele zählt. Ziel des Spieles ist es den Ball in die gegnerische Hälfte des Spielfeldes zu befördern. Größing (1996) vermutet eine eigenständige Entwicklungsgeschichte des Pallonespiels und verneint eine direkte Verwandtschaft zu den beiden in der italienischen Antike gebräuchlichen Ballspiele „Harpastum“ und „Trigon“. Entstanden sein dürfte das mit Regelwerk überlieferte Pallonespiel in der Zeit im 14. Jahrhundert. Der Mönch Bernhardin von Siena berichtet um 1400 von einem Ballspiel, das in den Straßen der Stadt gespielt wurde. Im Jahre 1555 veröffentlicht Antonio Scaino sein „Trattato del giuoco della palla“ in dem die Regeln des Pallonespiels beschrieben werden.
Das Pallonespiel blieb in Italien bis ins frühe 20. Jahrhundert populär und wurde auch von Berufspielern betrieben. Goethe hat auf seinen Reisen durch Italien solchen Spielen beigewohnt. In seiner Italienischen Reise beschreibt er ein Pallonespiel, das er im Jahre 1786 in Verona beobachtete. Aber auch in Frankreich, Spanien und England hat man dieses Spiel gekannt, und aus einer Zeichnung aus dem Jahre 1644 des in Hamburg lebenden Holländers Arnold Petersen ist ersichtlich, dass es im 17. Jahrhundert auch vor den Toren Hamburgs gespielt wurde.
Zu den erhaltenen Pallone-Spielstätten gehört das zwischen 1819 und 1829 erbaute Sferisterio an der Piazza Mazzini in Macerata. An das alte Ballspiel erinnert auch die Piazza Gioco del Pallone außerhalb der Stadtmauern von Torrita di Siena.

## Spielausstattung

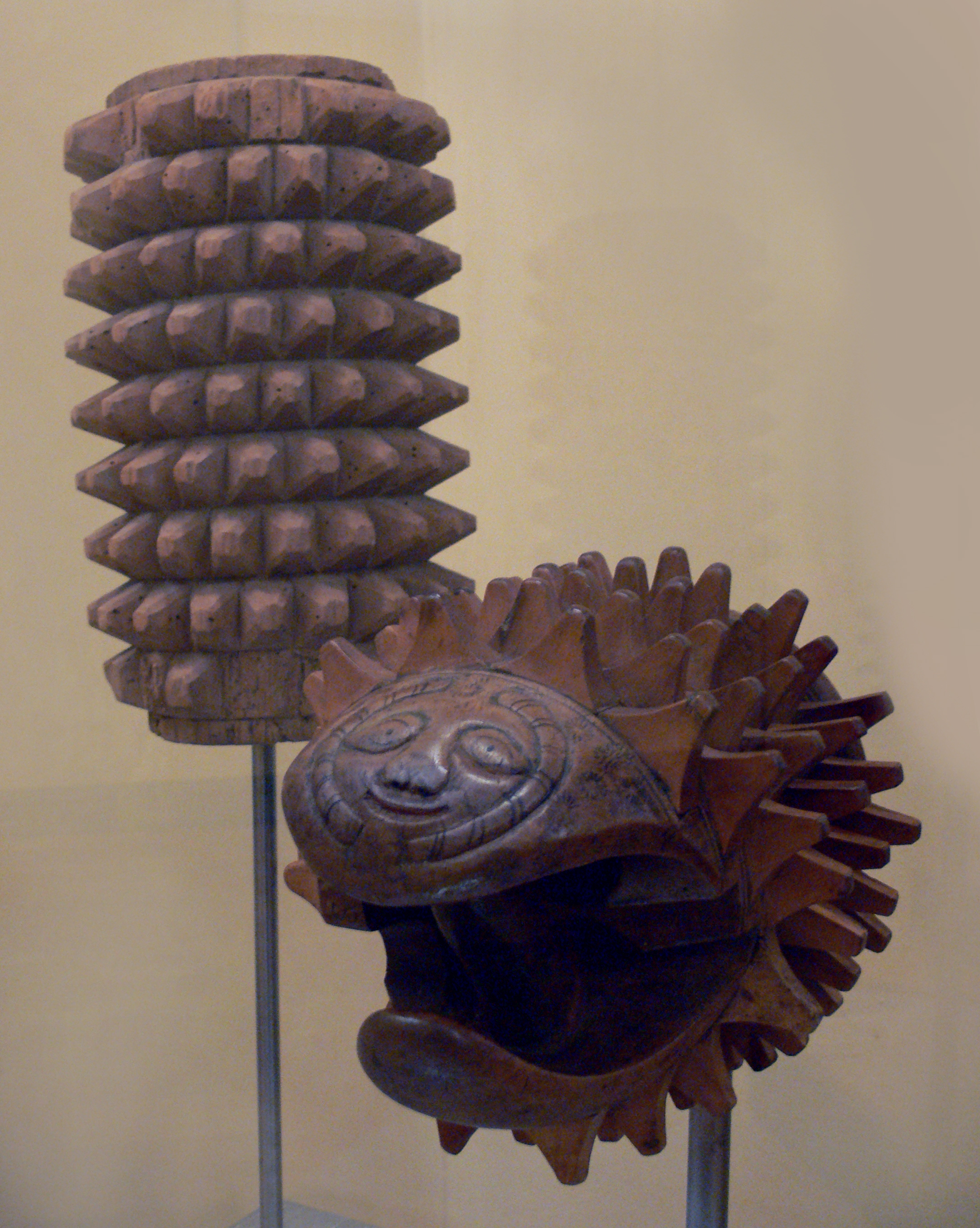
Schlagärmel für das Pallone-Spiel, alpenländisch, 16./17. Jh. und Kinderschlagärmel für das Pallone-Spiel, Oberitalien, 15. Jh. Bayerisches Nationalmuseum München

Zur Grundausstattung des Pallonespiels zählten ein Ball (palla) sowie ein Unterarmschutz (bracciale), der das Spielen des vergleichsweise schweren Balles erleichterte.
Beim Ball handelte es sich um einen mit Luft gefüllten Lederball, der an Umfang und Gewicht im Verlauf der Geschichte verlor. Im 16. Jahrhundert betrug der Umfang ca. 32 Zentimeter und das Gewicht ca. 800 Gramm, während aus dem 18. Jahrhundert ein Umfang von ca. 20 Zentimetern und 500 Gramm überliefert sind. Bis zu Beginn des 20. Jahrhunderts reduzierte sich das Gewicht noch einmal um 300 Gramm und der Umfang schrumpfte gar auf 9 Zentimeter. Das durch ein Ventil aufblasbare Innere bestand aus einer Schweins- oder Rinderblase, musste jedoch sehr häufig, alle paar Schläge, mit Luft nachbefüllt werden. Insgesamt standen bei jedem Spiel drei Bälle zur Verfügung, um einen durchgehenden Spielfluss zu garantieren.
In den Anfängen des Gioco del Pallone verwendeten die Spieler Stoff oder Leder, das sie sich um die Unterarme banden, um so einen Schutz gegenüber dem zu spielenden schweren Ball zu gewährleisten. Ab der Mitte des 16. Jahrhunderts ersetzte man diese Stoff- bzw. Lederteile durch das Bracciale, einen hölzernen, mit Stacheln besetzten Unterarmschutz, den die Spieler über die immer noch bandagierten Unterarme stülpten. Ein in der Hand gehaltenes Stück Holz verhinderte das Verlieren des Bracciale. Mithilfe des mit Stacheln besetzten Armschutzes wurde ein genaueres Rückschlagen des Balles ermöglicht. Bezeichnet wurde dieser Unterarmschutz bevorzugt als „Bracciale“, aber auch als „Busuole“ oder „Manipola“. Die deutschsprachigen Bezeichnungen lauten „Britschal“, „Nagelstulpe“ oder „Holzmuffen“.
Wurde das Pallonespiel an einer Stadtmauer ausgetragen, so konnte diese in das Spielgeschehen mit einbezogen werden und ermöglichte weitere taktische Maßnahmen durch ein indirektes Spielen des Balles.

## Regeln

### Mannschaftszusammensetzung
Eine Mannschaft bestand aus zwei bis vier Spielern (in der Beschreibung Scainos sind es drei Spieler), es nahmen also höchstens acht Spieler an einem Pallonespiel teil. Die gebräuchlichste Spielvariante, die aus bildlichen Quellen überliefert ist, weist drei Spieler pro Mannschaft auf.

### Spielbeginn und Punktgewinn
Zu Beginn eines Ballwechsels wirft ein Zuspieler (Pallonero) den Ball aus zwei bis drei Metern Entfernung auf. Der Aufschläger versucht nun den Ball mit dem Arm oder der Faust möglichst kraftvoll in die gegnerische Hälfte zu befördern. Die Wucht des Aufschlages wurde zum Teil durch ein Herunterlaufen des Aufschlägers von einer schiefen Ebene vergrößert. Die rückschlagende Mannschaft musste nun versuchen, den Ball zu retournieren. Das konnte direkt geschehen oder nach Annahme bzw. Zuspiel eines Hintermannes durch einen im vorderen Bereich des Feldes platzierten Angreifer. Punktgewinne konnten je nach Vereinbarung und Spielvariante nach ein- oder zweimaligem Bodenkontakt des Balles erzielt werden.

### Zählweise
Die Zählweise war gleich der im heutigen Tennis. Der erste Punktgewinn einer Mannschaft zählte 15, der zweite addierte sich zu 30, der dritte 45 (später 40) und der vierte Punktgewinn brachte den Sieg. Bei einem Stand von 40:40 entscheidet nicht der nächste Punktgewinn, vielmehr war ein Vorsprung von zwei Punkten nötig. Somit ergaben sich folgende beiden, leicht veränderlichen, Spielverläufe:
Eine Mannschaft gewinnt das Spiel mit maximal zwei Verlustpunkten
| Spielverlauf   | Mannschaft 1 | Mannschaft 2 |
| -------------- | ------------ | ------------ |
| Spielbeginn    | 0            | 0            |
| Punktgewinn M1 | 15           | 0            |
| Punktgewinn M2 | 15           | 15           |
| Punktgewinn M1 | 30           | 15           |
| Punktgewinn M2 | 30           | 30           |
| Punktgewinn M1 | 40           | 30           |
| Punktgewinn M1 | Sieg M1      | 30           |

Eine Mannschaft gewinnt das Spiel mit mindestens drei Verlustpunkten:
| Spielverlauf   | Mannschaft 1 | Mannschaft 2 |
| -------------- | ------------ | ------------ |
| Spielbeginn    | 0            | 0            |
| Punktgewinn M1 | 15           | 0            |
| Punktgewinn M2 | 15           | 15           |
| Punktgewinn M1 | 30           | 15           |
| Punktgewinn M2 | 30           | 30           |
| Punktgewinn M1 | 40           | 30           |
| Punktgewinn M2 | 40           | 40           |
| Punktgewinn M1 | Vorteil M1   | 40           |
| Punktgewinn M1 | Sieg M1      | 40           |

Die Ursprünge dieser Zählweise vermuten Spielforscher in der Währung Louisdor. Ein Louis d’or entsprach 60 Kreuzern.

## Vergleiche zu heute gebräuchlichen Ballsportarten
Tennis
Zählweise in 15er-Schritten sowie die Vorteilsregel bei 40:40 Gleichstand. Punktverlust bei zweimaligem Bodenkontakt des Balles.
Volleyball
Punktverlust bei einmaligem Bodenkontakt des Balles. Annahmeposition bzw. Zuspieler und Angreifer. Größe des Spielballes.
Faustball
Spielfeldgröße und Austragung im Freien. Punktverlust bei zweimaligem Bodenkontakt des Balles. Spielen des Balles mit dem Unterarm. Größe des Spielballes sowie ein erhöhtes Gewicht im Vergleich zum Volleyball.

## Literarische Überlieferung
Johann Wolfgang v. Goethe schreibt am 16. September 1786 in seinem Reisetagebuch Italienische Reise:
„Als ich heute wieder von der Arena wegging, kam ich einige tausend Schritte davon zu einem modernen öffentlichen Schauspiel. Vier edle Veroneser schlugen Ball gegen vier Vicentiner. Sie treiben dies sonst unter sich das ganze Jahr, etwa zwei Stunden vor Nacht; diesmal, wegen der fremden Gegner, lief das Volk unglaublich zu. Es können immer vier- bis fünftausend Zuschauer gewesen sein. Frauen sah ich von keinem Stand. Vorhin, als ich vom Bedürfnis der Menge in einem solchen Fall sprach, hab’ ich das natürliche zufällige Amphitheater schon beschrieben, wie ich das Volk hier übereinander gebaut sah. Ein lebhaftes Händeklatschen hört’ ich schon von weiten, jeder bedeutende Schlag war davon begleitet. Das Spiel aber geht so vor sich: In gehöriger Entfernung voneinander sind zwei gelind abhängige Bretterflächen errichtet. Derjenige, der den Ball ausschlägt, steht, die Rechte mit einem hölzernen breiten Stachelringe bewaffnet, auf der obersten Höhe. Indem nun ein anderer von seiner Partei ihm den Ball zuwirft, so läuft er herunter dem Ball entgegen und vermehrt dadurch die Gewalt des Schlages, womit er denselben zu treffen weiß. Die Gegner suchen ihn zurückzuschlagen, und so geht es hin und wider, bis er zuletzt im Feld liegen bleibt. Die schönsten Stellungen, wert in Marmor nachgebildet zu werden, kommen dabei zum Vorschein. Da es lauter wohl gewachsene, rüstige, junge Leute sind, in kurzer, knapper, weißer Kleidung, so unterscheiden sich die Parteien nur durch ein farbiges Abzeichen. Besonders schön ist die Stellung, in welche der Ausschlagende gerät, indem er von der schiefen Fläche herunter läuft und den Ball zu treffen ausholt, sie nähert sich der des Borghesischen Fechters. Sonderbar kam es mir vor, dass sie diese Übung an einer alten Stadtmauer, ohne die mindeste Bequemlichkeit für die Zuschauer vornehmen; warum sie es nicht im Amphitheater tun, wo so schöner Raum wäre!“
Mehr beiläufig wird das Pallone-Spiel auch in E. T. A. Hoffmanns Erzählung Das steinerne Herz erwähnt.

## Darstellungen in der Kunst

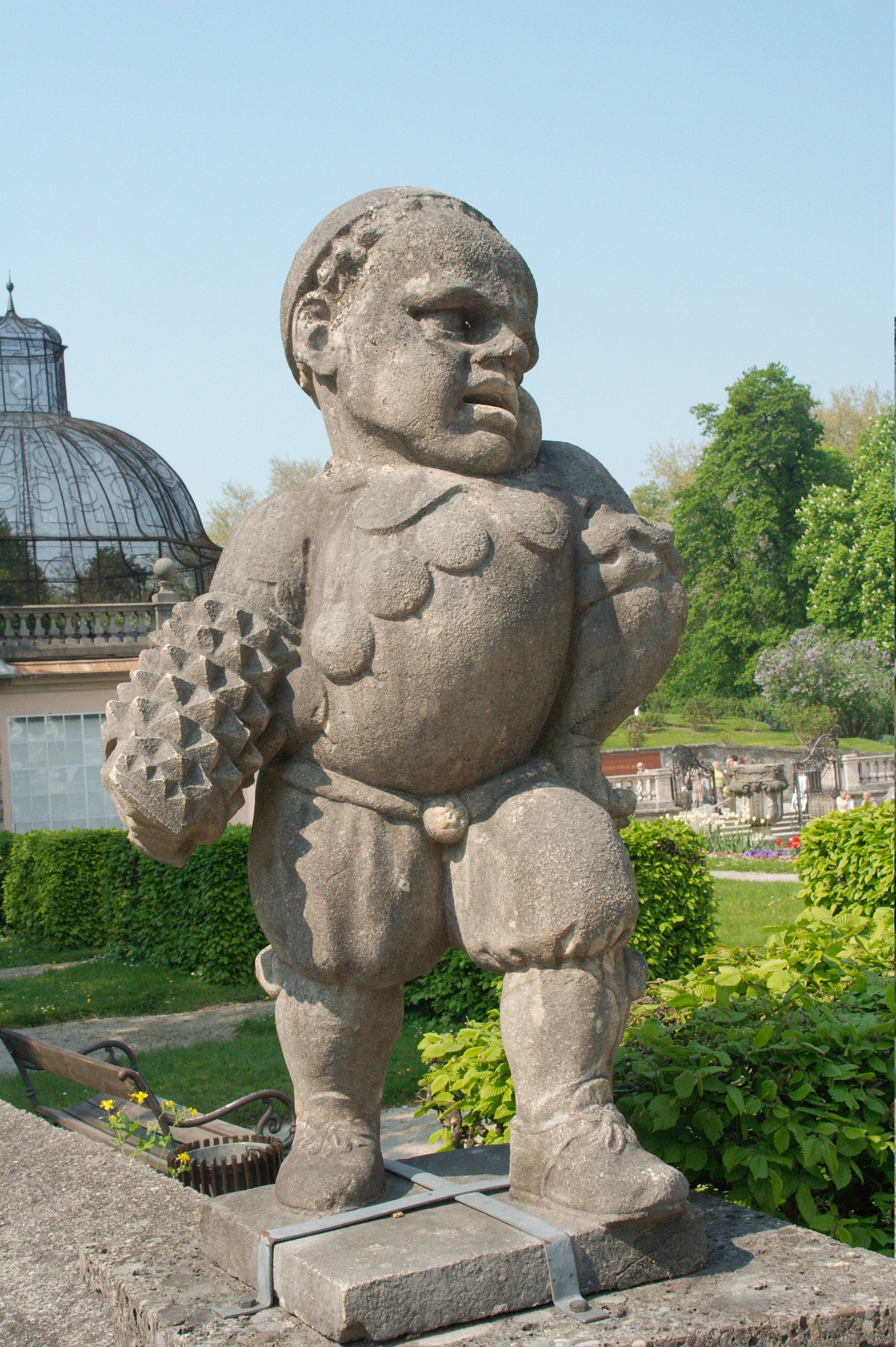
Rückschlagender Zwerg mit Bracciale im Schloss Mirabell in Salzburg

Unter den 15 erhaltenen Zwergfiguren, die im Zuge einer Neugestaltung des Mirabellgartens in Salzburg durch Johann Bernhard Fischer von Erlach ab 1690 aufgestellt wurden, sind zwei als Pallone-Spieler gekennzeichnet. Der eine ist mit einer Bracciale und einem Ball als Aufschläger ausgestattet. Der zweite hat als Rückschläger nur die Bracciale als Ausrüstung.
Pallone-Spieler schufen auch die in Rom tätigen Bildhauer Heinrich Kümmel (1837/38) und Ferdinand Schlöth (1863).